# Värdshuset Svanen

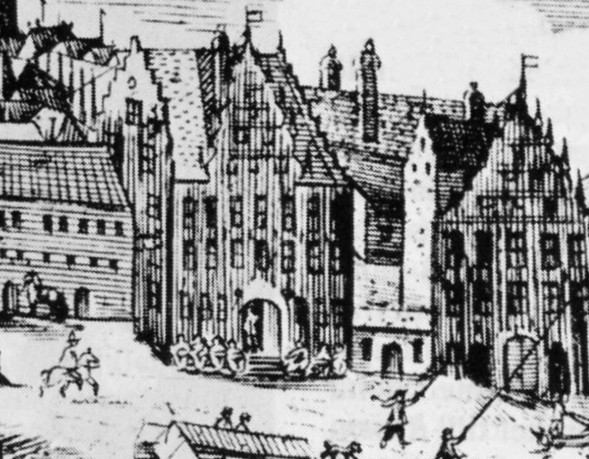
Vinskänken Hans Marschalcks hus där värdshuset "Svanen" inrymdes, 1650

Värdshuset Svanen låg i Hans Marschalcks hus i kvarteret Överkikaren vid  hörnet Södermalmstorg 8 och Hornsgatan 2–4 på Södermalm i Stockholm. Svanen existerade från 1600-talets början till 1600-talets slut.

## Bakgrund
Enligt Karl IX:s förordning från 1605 om rätten för gästgiverierna att köpa utländska viner och öl i Staden mellan broarna skulle det finnas sex officiella värdshus och två gårkök. Som igenkänningstecken skulle de hänga ut skyltar med symboler som tre konor, en blå örn, ett förgyllt lejon, en grip, en sol och en måne. Samtidigt med denna föreskrift för de privilegierade gästgivarna i Staden mellan broarna bestämdes troligen att även två värdshus på Södermalm skulle uppsätta skyltar med vissa symboler. Den ena skulle visa en björn, den andra en svan. De drevs av gästgivarna Markus Henriksson respektive Erik Andersson. Björnen gav namn åt den så kallade Björngården och senare åt Björngårdsgatan.

## Värdshuset Svanen

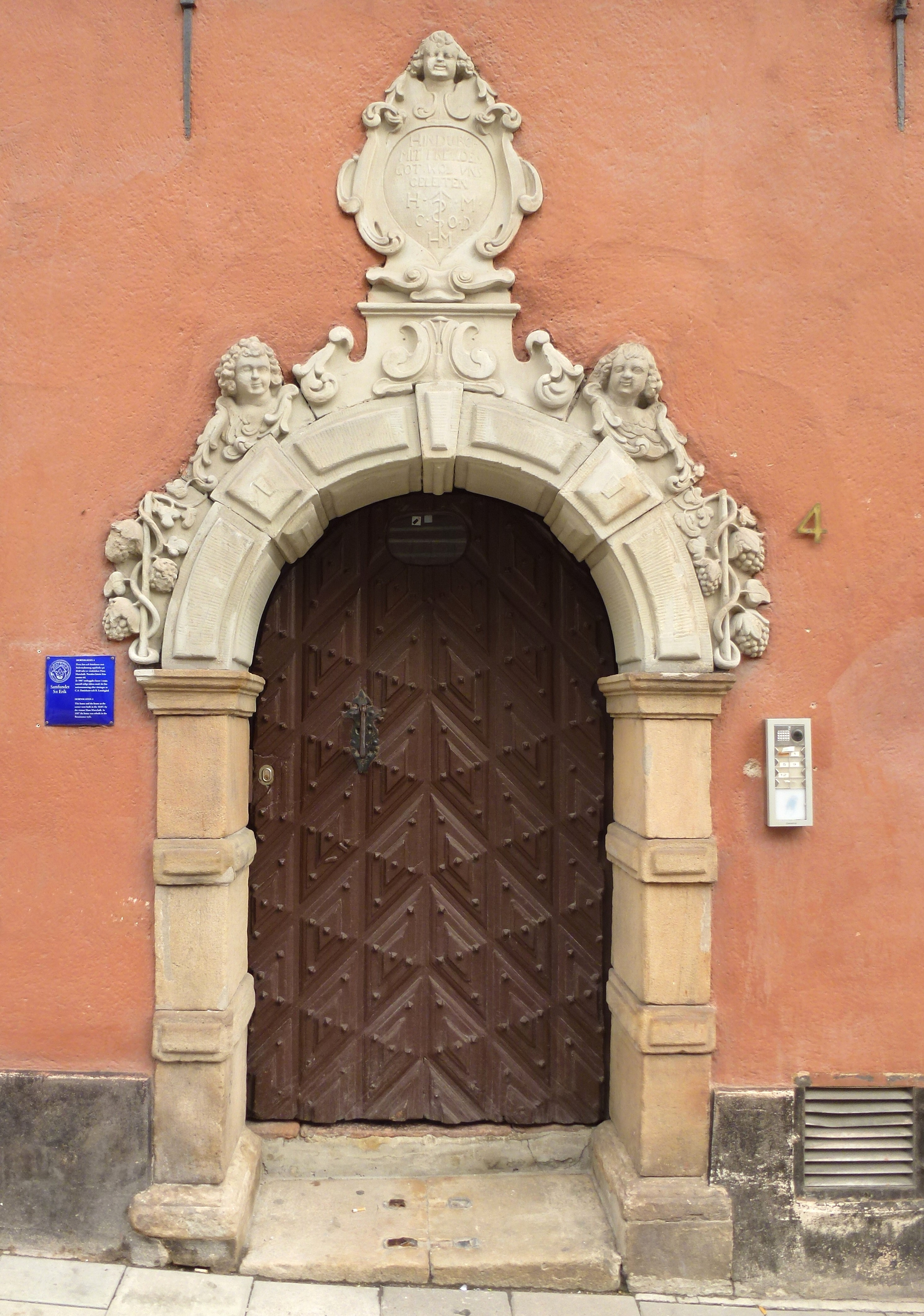
Portalen mot Hornsgatan 4, smyckad med putti och vinrankor som symboliserar byggherrens yrke. Högst upp syns kartuschen med ägarnas initialer.

Svanen drevs av Erik Andersson till 1614, då han efterträddes av tysken Filip Trotzig, som dock endast under ett fåtal år var gästgivare på Södermalm. Han följdes redan 1618 av Kasper Baldauff och Lukas Emkott. Den senare innehade dessförinnan Källaren Stjärnan på Österlånggatan i Gamla stan. Ganska snart blev Baldauff ensamägare till Svanen vid Södermalmstorg. Han avled 1629 och hans änka, Christina Olofsdotter, fortsatte verksamheten under två år på uppdrag av staden. Hon gifte sig sedermera med vinskänken Hans Marschalck som samtidigt med giftet blev officiell gästgivare på Svanen.
Marschalck hade sedan tidigare en gård i området som revs i samband med gaturegleringen på Södermalm. På den nya hörntomten Södermalmstorg / Hornsgatan lät han uppföra ett påkostat tre våningar högt stenhus som stod färdigt omkring 1645 och skulle bära hans namn: Hans Marschalcks hus. 
Porten mot Hornsgatan smyckades med putti och vinrankor som symboliserade byggherrens yrke. Portalstenen utformades som en kartusch med texten HINDURCH MIT FREUDEN GOT WOL VNS GELEITEN samt initialerna HM (Hans Marschalck) och COD (Christina Olofsdotter), hans hustru. Mellan deras initialer syns en uppåtriktad pil med ett slingrande ”S” som möjligtvis skulle antyda värdshusets namn. Portalen undkom Mariabranden 1759 och är fortfarande bevarad. 
Marschalck avled 1660. Efter honom fortsatte hustrun driva Svanen, och sedan övertog dottern Kristina Marschalk både vinhandeln och gästgiveriet. Hon var gift tre gånger, varje gång med en vinskänk med tysk bakgrund. Hon levde till 1691 och hade endast en son, Johan Glock d.y., ur tredje giftet som var vinskänk på Förgyllda Lejonet i Gamla stan. Mot slutet av 1600-talet delades egendomen och olika fältskärer blev ägare. Värdshuset Svanen omnämns därefter inte längre.